# Lista de antagonistas de Batman

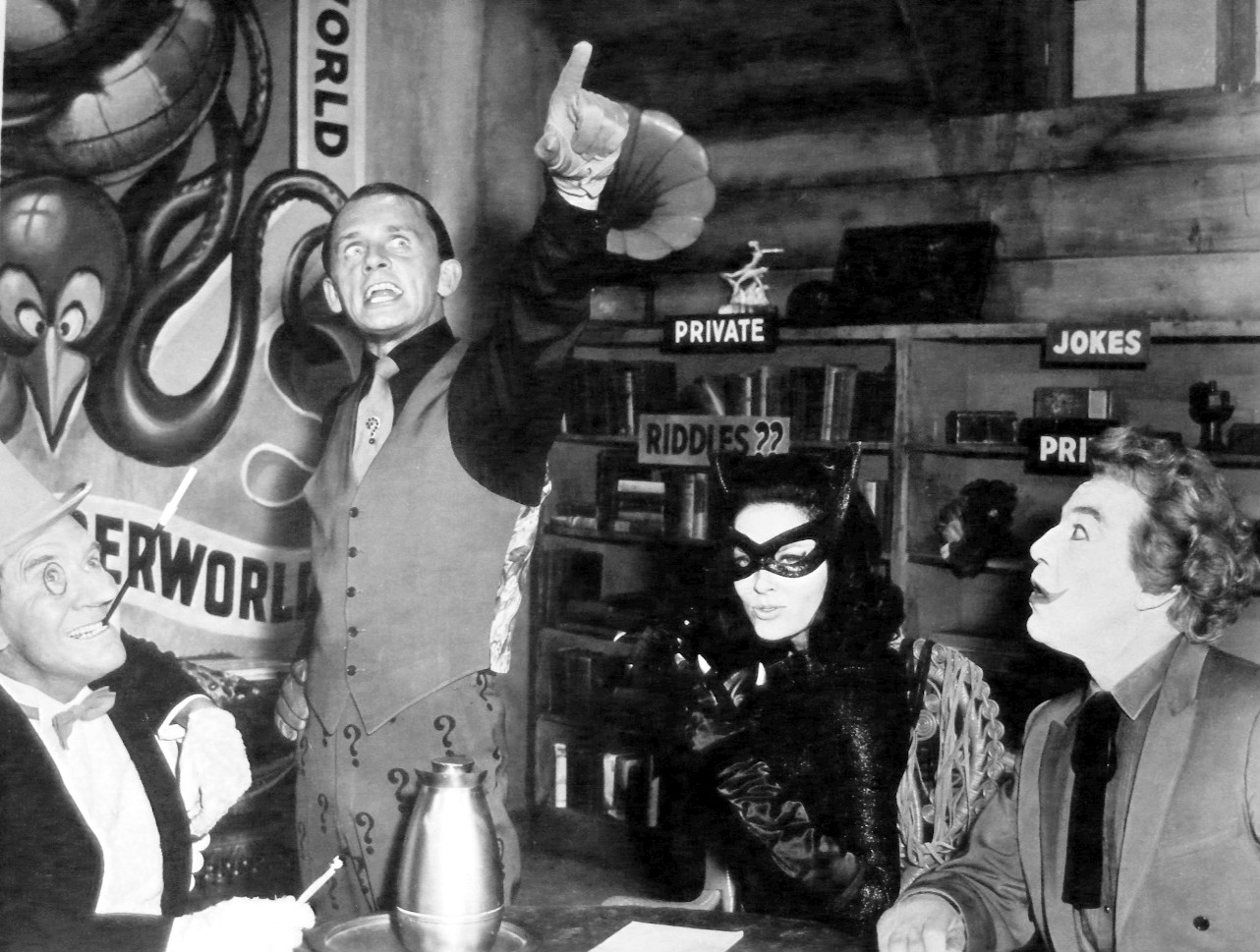
Da esquerda para a direita: Pinguim, Charada, Mulher-Gato e Coringa, antagonistas de Batman (1966) e os mais recorrentes antagonistas da franquia midiática.

Batman é um super-herói fictício publicado pela DC Comics, originalmente atuando no Universo DC. Desde sua primeira aparição em Detective Comics #27 (Maio de 1939), o arco de coadjuvantes do Universo Batman foi expandido para incluir outros super-heróis, formando o que se conhece como Família Batman. Assim como coadjuvantes, um grande número de antagonistas têm sido criados e introduzidos ao longo da história do personagem, coletivamente referidos como "Galeria de Vilões". Quando eventualmente capturados, a grande maioria de tais antagonistas cujo passado envolve traumas psicológicos, é confinada no Asilo Arkham.

## Recepção
A galeria de vilões de Batman têm sido elogiada, citada por muitos jornalistas como uma das maiores galerias de antagonistas das revistas em quadrinhos. A Newsrama considera Batman como tendo a segunda melhor galeria de vilões de todos os tempos, perdendo somente para a galeria de vilões de Homem-Aranha, afirmando que "o Cavaleiro das Trevas é um do mais duradouros, icônicos e populares personagens, e isto não seria possível sem as figuras do submundo sombrio de Gotham City. Batman pode ser um nome comum, mas Coringa, Pinguim, Sr. Frio, Mulher-Gato, Duas-Caras e Charada são igualmente reconhecidos."

## Antagonistas de Batman

### Galeria de Vilões
A Galeria de Vilões de Batman (Rogues Gallery) é um termo não-oficial que visa englobar os antagonistas que possuem uma longa história de publicações e cujas atividades estão profundamente envolvidas nas questões pessoais e particulares de Bruce Wayne. Apesar de não haver um consenso oficial da DC Comics sobre quais personagens integram este grupo, a editora já publicou diversos materiais relacionando alguns destes membros. Os antagonistas que integram a Galeria de Vilões aparecem em narrativas recorrentes do Universo Batman e suas mais variadas adaptações e suas ações geralmente repercutem severamente sobre os personagens principais. Um fator em comum aos membros da Galeria dos Vilões é o fato de que a maior parte deles conhece ou já teve ciência da identidade secreta de Batman, a maioria já manteve relações profissionais ou pessoais com Bruce Wayne ou acessaram em dado momento a Mansão Wayne.
| Antagonista        | Criador                                      | Primeira aparição                              | Descrição |
| ------------------ | -------------------------------------------- | ---------------------------------------------- | --- |
| Anarquia           | Alan Grant Norm Breyfogle                    | Detective Comics #608 (Novembro de 1989)       | Lonnie Machin, também conhecido como Moneyspider, é um adolescente prodígio que cria armamentos improvisados para subverter a lei. Seus métodos violentos e filosofia política adversa contrastam com Batman. |
| Arlequina          | Bruce Timm Paul Dini                         | The Batman Adventures #12 (Setembro de 1993)   | Dra. Harleen Quinzel era a psiquiatra de Coringa no Asilo Arkham até apaixonar-se por ele e subsequentemente reinventar-se como sua principal capanga, Arlequina. É frequentemente desprezada por Coringa, mas permanece muito leal ao que lhe é confiado. |
| Bane               | Chuck Dixon Doug Moench Graham Nolan         | Batman: Vengeance of Bane #1 (Janeiro de 1993) | O criminoso mascarado de fama internacional conhecido como Bane adquire força física sobre-humana através do super esteroide conhecido como Veneno. Seu poder e sua genialidade, juntos, o tornam um ameaça considerável a Batman, tendo vencido o super-herói em alguns conflitos. |
| Batzarro           | Jeph Loeb                                    | Superman/Batman #20 (Junho de 2005)            | |
| Cara-de-Barro      | Bob Kane                                     | Detective Comics #40 (Junho de 1940)           | O ator Basil Karlo enlouqueceu ao descobrir que seria substituído por outro ator em um remake de um de seus filmes. Adotando o nome do personagem "Cara-de-Barro", seu antigo papel, Karlo atacou parte do elenco no local das filmagens, sendo impedido por Batman e Robin. |
| Chapeleiro Louco   | Bob Kane Bill Finger                         | Batman #49 (Outubro de 1948)                   | Jervis Tetch se inspirou no personagem de Alice no País das Maravilhas para cometer seus primeiros crimes. Através de sua tecnologia de controle mental, consegue manipular pessoas conforme sua vontade e nunca foi visto sem seu extravagante chapéu. Seu maior desejo é obter a máscara de Batman, mesmo que isto inclui matar o herói. |
| Charada            | Bill Finger Dick Sprang                      | Detective Comics #140 (Outubro de 1948)        | Edward Nygma é uma grande mente criminosa cuja compulsão consiste em desafiar Batman através de pistas e crimes baseados em charadas das mais bizarras. A genialidade de Nygma frequentemente rivaliza com a de Batman. O vilão é fascinado pelo ponto de interrogação. |
| Cobra Venenosa     | Bob Haney Bob Brown                          | The Brave and the Bold #78 (Julho de 1968)     | John Doe era um criminoso autor de vários assaltos em Gotham City trajando um uniforme de cobra, até ser detido por Batman e Batgirl. Eventualmente, Doe torna-se um assassino de aluguel e vende sua alma ao demônio Neron em troca de mais poder, sendo transformado em uma híbrida serpente-humana. |
| Cobra Venenosa     | Bob Haney Bob Brown                          | Teen Titans (vol. 3) #56 (Abril de 2008)       | O segundo supervilão a encorporar o nome Cobra Venenosa, Nathan Prince, faz parte do grupo dos Titãs do Terror. |
| Conde Vertigo      | Gerry Conway Trevor Von Eeden Vince Colletta | World's Finest Comics #251 (Julho de 1978)     | Acometido de uma doença hereditária, Werer Zytle possuía um pequeno aparelho auditivo em sua têmpora direita. Certa vez, brincando com o aparelho, Zytle descobriu poder distorcer as percepções de todos a sua volta, causando vertigem. Trajando um extravagante uniforme e assumindo o nome de "Conde Vertigo", ele entrou definitivamente para o mundo do crime. Apesar de ser um vilão recorrente de Arqueiro Verde e Canário Negro, Vertigo também é um rival de Batman. |
| Coringa            | Bob Kane Bill Finger Jerry Robinson          | Batman #1 (Abril de 1940)                      | O Coringa (nome verdadeiro ainda é desconhecido) é um maníaco homicida vestido como um palhaço, cuja finalidade sempre envolve trazer desespero e caos à Gotham City e combater e desafiar as habilidades de Batman. Seu arsenal inclui armamentos não convencionais, como cartas de baralho, flores ácidas e gases de efeito psicológico. É considerado o arqui-inimigo de Batman e o mais famoso e recorrente antagonista da DC Comics. |
| Crocodilo          | Gerry Conway Don Newton Gene Colan           | Detective Comics #523 (Fevereiro de 1983)      | Waylon Jones possui uma condição clínica que transformou seu corpo em uma forma massiva reptiliana. Acometido por um loucura súbita, Crocodilo - como passou a ser conhecido - moldou seus dentes em formato de presas e caça suas vítimas em Gotham City. Além disto, possui super-força e é imune a toxinas. |
| Duas-Caras         | Bob Kane Bill Finger                         | Detective Comics #66 (Agosto de 1942)          | Harvey Dent foi um procurador de justiça até perder metade de seu rosto em ataque de Sal Maroni. Também acometido de transtorno dissociativo de identidade, Dent é obcecado pela ideia de dualidade e toma todas as decisões que lhe cabem através de um jogo de moedas. Como Duas-Caras, Dent comete crimes dos mais terríveis com temática no número 2. |
| Espantalho         | Bob Kane Bill Finger                         | World's Finest Comics #3 (1941)                | Professor Jonathan Crane teve uma infância turbulenta por sofrer bullying, até crescer e enfrentar seus medos como psicólogo e bioquímico com especialização em medo. Expulso da universidade por seus métodos de ensino nada ortodoxos, Crane passou a vestir-se como um espantalho e espalhar terror em suas vítimas através de uma poderosa toxina. |
| Exterminador       | Marv Wolfman George Pérez                    | New Teen Titans #2 (Dezembro de 1980)          | Slade Wilson é um rude mercenário meta-humano conhecido por assumir todos os trabalhos que lhe são ordenados e os perseguir os alvos mais difíceis como desafio pessoal. |
| Hera Venenosa      | Robert Kanigher Sheldon Moldoff              | Batman #181 (Junho de 1966)                    | A Dra. Pamela Lillian Isley, antiga estudante de bioquímica avançada e com amplo conhecimento de botânica, usa plantas de todos os tipos em seus crimes. Possui a habilidade de controlar toda forma vegetal e ainda criar capangas a partir de sementes. Como controle ao reino vegetal, é imune a qualquer tipo de poção de base vegetal. |
| Hugo Strange       | Bob Kane Bill Finger                         | Detective Comics #36 (Fevereiro de 1940)       | O Professor Hugo Strange é um insano psicólogo que faz uso de seus conhecimentos em química para criar um soro capaz de transformar seus pacientes em verdadeiras múmias sob seu comando. Foi um dos poucos vilões a associar logicamente Batman a Bruce Wayne. |
| Mariposa Assassina | Bill Finger Dick Sprang Lew Schwartz         | Batman #63 (1951)                              | Drury Walker era um criminoso encarcerado. Na prisão, leu um artigo do jornal sobre Batman e decidiu que seria um rival de Batman. Ele foge da prisão e constrói uma "mariposa-caverna" similar à Batcaverna que ele viu nas fotos do artigo do jornal. Estabelece então uma falsa identidade, um milionário filantropo chamado Cameron van Cleer. Com esta identidade, ele torna-se amigo de Bruce Wayne. Chegou a sequestrar Bruce Wayne e a descobrir sua identidade secreta. No entanto, ele foi baleado por outros criminosos e a lesão craniana resultante causou amnésia. Foi o primeiro vilão que a Batgirl prendeu. |
| Máscara Negra      | Doug Moench Tom Mandrake                     | Batman #386 (Agosto de 1985)                   | Roman Sionis, um ex-amigo de infância de Bruce Wayne. Quando seus pais morreram ele assumiu o comando da empresa de cosméticos da família, sua inabilidade para os negócios quase levaram-na para a falência quando sua namorada, Circe, se ofereceu para testar uma nova linha de cosméticos desenvolvidas por ele. Porém, sua nova linha de cosméticos desfigurou sua face. Para evitar um escândalo, e, como prova de amizade sua com Sionis, Bruce Wayne comprou a empresa de Sionis. Porém Sionis se sentiu humilhado por este ato e culpou Wayne pela sua desgraça. Fanático por máscaras desde criança, Roman construiu uma para si com a madeira do mausoléu de seus pais, adotando a identidade de Máscara Negra para se vingar de Bruce. Com o tempo Sionis virou um chefe do crime. Em uma de suas lutas com o Batman sua máscara se incendiou e fez seu rosto ficar igual à sua máscara.                                |
| Morcego Humano     | Frank Robbins Neal Adams                     | Detective Comics #400 (Junho de 1970)          | O Dr. Kirk Langstrom, um zoólogo especializado no estudo da quiropterologia, desenvolveu um extrato destinado a dar aos humanos o sentido do sonar de morcego e testou a fórmula em si mesmo. O extrato funcionou, mas teve um efeito colateral horrível: transformou-o em uma monstruosa criatura híbrida humana/morcego. |
| Mulher-Gato        | Bob Kane Bill Finger                         | Batman #1 (Abril de 1940)                      | Selina Kyle é uma habilidosa ladra de joias. Apesar de integrar as listas de vilões de Batman, a Mulher-Gato é geralmente tida como uma anti-heroína, também possui uma relação amorosa não assumida e conturbada com o Vigilante de Gotham. |
| Pinguim            | Bill Finger Bob Kane                         | Detective Comics #58 (Dezembro de 1941)        | Oswald Chesterfield Cobblepot conhecido popularmente como pinguim, é um dos vilões mais procurados do Batman, também é a mente por trás de diversos crimes ocorridos em Ghotam City. Não é fácil vê-lo cometendo crimes, mas também o motivo é que ele é o donatário do iceberg club, local onde ocorre a maioria de encontros de bandidos em Gotham. Sua arma mais mortal é seu guarda-chuva, sim, mas ele escolheu usar esse objeto como um disfarce de sua bazuca. É proprietário do Zoológico de Gotham, e a mansão Cobblepot. |
| Pistoleiro         | Bob Kane David Vern Reed Lew Schwartz        | Batman #59 (Junho de 1950)                     | Floyd Lawton é um excelente atirador de elite e assassino de aluguel, que raramente erra um alvo. É muitas vezes considerado o segundo maior assassino no Universo DC, atrás somente de Exterminador. |
| Ra's Al Ghul       | Dennis O'Neil Neal Adams                     | Batman #232 (Junho de 1971)                    | Ra's al Ghul ("cabeça de demônio", em árabe) é um centenário eco-terrorista internacional que acredita trazer equilíbrio ao mundo através de suas ideias. Ghul é o fundador da Liga dos Assassinos e conhece plenamente a identidade secreta de Batman. Impressionado pelas habilidades e intelecto do Homem-Morcego, deseja que Batman assuma seu lugar como "Herdeiro do Demônio". |
| Senhor Frio        | Bob Kane                                     | Batman #121 (Fevereiro de 1959)                | Dr. Victor Fries, Ph.D. era um brilhante cientista, especializado em criogenia. Na faculdade, ele conhece uma mulher chamada Nora, com quem ele finalmente se casa. Anos mais tarde Nora contraiu uma doença fatal, então Fries começa a desenvolver um raio de congelamento, a fim de preservá-la em animação suspensa até que uma cura possa ser encontrada. O chefe de Fries, Ferris Boyle, decide contar ao público sobre a arma, levando Batman a criar uma equipe de especialistas para ajudá-lo a fazer seu trabalho melhor. Enquanto Fries coloca Nora em animação suspensa, Boyle interrompe e mexe no experimento, resultando em uma explosão que mata Nora. Fries sobrevive, mas os produtos químicos no raio de congelamento abaixam a temperatura do corpo a tal ponto que ele deve usar um traje criogênico para sobreviver. Ele jura vingança contra os responsáveis pela morte de sua esposa e se torna o Sr. Frio. |
| Silêncio           | Jeph Loeb Jim Lee                            | Batman #609 (Novembro de 2002)                 | Dr. Thomas Elliot é um brilhante cirurgião que persegue tanto Bruce Wayne, seu amigo de infância, como Batman, seu rival. |
| Solomon Grundy     | Alfred Bester Paul Reinman                   | All-American Comics #61 (Outubro de 1944)      | Cyrus Gold foi um comerciante de Gotham City friamente assassinado e jogado no Pântano Chacina, onde transformou-se em uma espécie de morto-vivo dotado de super-força. Solomon Grundy era inicialmente inimigo de Lanterna Verde, porém, confronta-se frequentemente com Batman. |
| Vagalume           | France Herron Dick Sprang                    | Detective Comics #184 (Junho de 1952)          | Garfield Lynns era um especialista em pirotecnia e efeitos especiais na indústria cinematográfica, mas acabou sendo vítima dos graves problemas de pobreza de Gotham City que o levou a uma vida de crime como resultado. Lynns (um piromaníaco) então se torna um incendiário profissional conhecido como "Vagalume". Em uma tentativa de incendiar Gotham, Vagalume fica terrivelmente ferido quando um incêndio incontrolável que ele inicia em uma fábrica de produtos químicos faz com que ela exploda; mais de 90% de seu corpo é queimado, então ele projeta um traje de batalha à prova de fogo para se proteger de suas próprias chamas a partir de então. |
| Ventríloquo        | Alan Grant John Wagner Norm Breyfogle        | Detective Comics #583 (Fevereiro de 1988)      | Arnold Wesker é um insignificante e rude ventríloquo. Sob a influência psíquica de seu boneco "Scarface", o Ventríloquo é um poderoso chefão do crime em Gotham City. Está entre os vilões derrotados pelo segundo Tally Man. |
| Ventríloquo        | Paul Dini Don Kramer                         | Detective Comics #827 (Março de 2007)          | Peyton Riley, chamado de "Sugar" por Scarface, tornou-se o segundo Ventríloquo após a morte de Arnold Wesker. |
| Ventríloquo        | Gail Simone                                  | Batgirl (vol. 4) #20 (Julho de 2013)           | O terceiro Ventríloquo, Shuana Belzer, é obcecada por assassinatos. Através de telecinese, Belzer mata vítimas inocentes com sua "parceira", uma boneca chamada "Ferdie". Belzer aparece originalmente como inimiga de Batgirl. |
| Victor Zsasz       | Alan Grant Norm Breyfogle                    | Batman: Shadow of the Bat #1 (Junho de 1992)   | Victor Zsasz é um assassino em série que marca seu próprio corpo por cada uma de suas vítimas. |

### Outros antagonistas
O Universo Batman engloba igualmente outros antagonistas recorrentes que, no entanto, não integram as diferentes versões da "Galeria de Vilões" do personagem. Estes antagonistas possuem um impacto menos significativo ou duradouro na história de publicação do personagem e suas ações não acarretaram em tramas profundamente relacionadas às questões fictícias de Bruce Wayne ou seus aliados. 
| Antagonista           | Criador                       | Primeira aparição                                  | Descrição |
| --------------------- | ----------------------------- | -------------------------------------------------- | --- |
| Duela Dent            | Bob Rozakis                   | The Batman Family #6 (Agosto de 1976)              | Duela Dent é uma adolescente psicótica obcecada pelo Coringa. Na tentativa de impressioná-lo, Duela inicia uma série de crimes chegando a eliminar um de seus aliados. Em certo ponto, Duela injeta parte do sangue de Coringa em suas veias, passando a reivindicar sua paternidade. |
| Grande Tubarão Branco | Dan Slott Ryan Sook           | Arkham Asylum: Living Hell #1 (Julho de 2003)      | Um antigo corrupto investidor, Warren White pensou ter vencido os tribunais apelando por insanidade. Contudo, White descobriu seu grande erro quando encontrou-se com outros grandes criminosos no Asilo Arkham. Após anos de tortura e abusos, um desfigurado Warren White enlouqueceu. Agora, como um dos mais poderosos inimigos de Batman, White tornou-se o "Grande Tubarão Branco". |
| Homem-Calendário      | Bill Finger                   | Detective Comics #259 (Setembro de 1958)           | Julian Day é conhecido por crimes que correspondem à datas específicas. Comumente, é visto vestindo algo relacionado à datas ou à data do crime em questão. Sua encarnação mais conhecida é da série Batman: The Long Halloween, onde aparece como Hannibal Lecter, cooperando com a caçada de Batman por Feriado, um vigilante que atua também através de datas.                         |
| Homem-Coruja          | Gardner Fox Mike Sekowsky     | Justice League of America #29 (Agosto de 1964)     | Thomas Wayne, Jr. é um gênio e supervilão, equivalente de Bruce Wayne na Terra 3. É membro da organização criminosa Sindicato do Crime da Amérika, equivalente paradoxal da Liga da Justiça. |
| Homem-Gato            | Bill Finger Jim Mooney        | Detective Comics #311 (Janeiro de 1963)            | Thomas Blake era um famoso treinador de felinos que entrou para o mundo do crime. Tornou-se um ladrão trajando uniforme de felino, que segundo o próprio, lhe confere as "nove vidas de um gato". |
| KGBesta               | Jim Starlin Jim Aparo         | Batman #417 (Março de 1988)                        | Anatoli Knyazev é um ex-assassino da KGB. Está entre os vilões mortos pelo segundo Tally Man. |
| Maxie Zeus            | Dennis O'Neil                 | Detective Comics #483 (1979)                       | Maximillian Zeus é um ex-professor de história que enlouquece e passa cometer crimes trajando uma roupa de Zeus, o deus mitológico grego. Maxie Zeus usa armas geradas por eletricidade para simular os raios do deus mitológico a quem admira. Em certo ponto, cria e lidera o grupo de super-vilões conhecido como Novos Olimpianos.                                                    |
| Mestre das Pistas     | Gardner Fox Carmine Infantino | Detective Comics #351 (Maio de 1966)               | Arthur Brown era um apresentador de game shows antes de entrar para o crime. É pai de Stephanie Brown. |
| Prometheus            | Grant Morrison Arnie Jorgense | New Year's Evil: Prometheus #1 (Fevereiro de 1998) | Enquanto o Prometheus original era inimigo de Besouro Azul, o mais notável supervilão a usar este nome é um reflexo desfigurado de Batman. Ainda criança, presenciou o assassinato brutal de seus pais em um tiroteio. Desde então, busca vingar-se da "justiça". |
| Rei Cobra             | Chuck Dixon Tom Lyle          | Robin #2 (Fevereiro 1991)                          | |
| Rei Relógio           | Lee Elias France Herron       | Worlds Finest Comics #111 (Agosto de 1960)         | |
| Rei Relógio II        | Lee Elias France Herron       | Teen Titans #57 (Maio de 2008)                     | Enquanto o Rei Relógio original era um inimigo de Arqueiro Verde, sua nova versão lidera os Titãs do Terror contra Robin e os Jovens Titãs. |
| Onomatopeia           | Kevin Smith Phil Hester       | Green Arrow #12 (2003)                             | |

### Líderes e políticos
| Antagonista     | Criador                            | Primeira aparição                     | Descrição |
| --------------- | ---------------------------------- | ------------------------------------- | --- |
| Howard Branden  |                                    | Batman #404 (Fevereiro de 1987)       | |
| Harvey Bullock  | Doug Moench Don Newton             | Detective Comics #441 (Junho de 1974) | Pouco antes da Crise nas Infinitas Terras, Bullock é um detetive corrupto encarregado pelo Prefeito Hamilton Hill de sabotar a carreira pública de James Gordon. Suas maneiras incluem fingir ser extremamente atrapalhado, ou até mesmo revelando previamente todas as estratégias da polícia aos foras-da-lei. Após causar um ataque cardíaco em Gordon, contudo, Bullock torna-se mais honesto. |
| Arnold Flass    |                                    | Batman #404 (Fevereiro de 1987)       | |
| Jack Forbes     |                                    | Batman: The Dark Knight #1 (2011)     | Integrante do alto escalão do Departamento de Polícia de Gotham City, Forbes torna-se o novo Comissário após a prisão de James Gordon, sendo também aliado de Carmine Falcone. |
| Petter Grogan   |                                    | Catwoman Annual #2 (1995)             | É o sucessor de Loeb como Comissário de Polícia de Gotham City, durante o primeiro ano de Bruce Wayne na cidade. Grogan é descrito por Gordon como sendo muito pior do que seu antecessor. Foi morto pelo Gordon, ao descobrir que Grogan era corrupto |
| Adolf Hitler    |                                    | Green Lantern #3 (Verão de 1942)      | Personagem baseado na figura histórica homônima, Hitler apareceu como inimigo dos membros da Sociedade da Justiça, incluindo Batman. |
| Gillian B. Loeb | Frank Miller                       | Batman #404 (Fevereiro de 1987)       | Gillian Loeb é o Comissário de Polícia de Gotham City quando do retorno de Bruce Wayne. É, na realidade, uma marionete de Carmine Falcone, sendo eventualmente assassinado por ele. |
| Lex Luthor      | Jerry Siegel Joe Shuster           | Action Comics #23 (Abril de 1940)     | Um adversário primário de Superman, Alexander "Lex" Luthor tentou adquirir ilegalmente uma vasta porcentagem das propriedades de Gotham City durante os eventos narrados em No Man's Land (1999), sendo impedido pelos esforços de Bruce Wayne e Lucius Fox. Posteriormente, Luthor torna-se Presidente dos Estados Unidos e incrimina Batman sob acusação de assassinato. Eventualmente, seu lado criminoso é revelado e Luthor deposto da Presidência por Batman e Superman. É também um dos poucos vilões a saber a identidade secreta de Batman. |
| Peter Pauling   |                                    | Batman #341 (Novembro de 1981)        | Peter Pauling é uma marionete empossada pelo Prefeito Hamilton Hill sob as ordens de Rupert Throne, que eventualmente o mata. |
| Amanda Waller   | John Ostrander Len Wein John Byrne | Legends #1 (Novembro de 1986)         | Amanda Blake Waller é um influente agente federal do Governo dos Estados Unidos (apesar de não possuir nenhum superpoder), que eventualmente entra em choque com Batman e outros heróis por suas decisões questionáveis. Sua ambiguidade moral a torna um personagem de dupla caracterização, sendo tanto uma aliada como uma antagonista. |

## Aliados em conflito
Aqui são listados personagens que surgiram como aliados ou outros super-heróis, porém que eventualmente entraram em conflito com Batman. 
| Aliado/Antagonista | Criador                  | Aparição                             | Resumo da história |
| ------------------ | ------------------------ | ------------------------------------ | --- |
| Bat-Mirim          | Bob Kane Bill Finger     | Detective Comics #267 (Maio de 1959) | Bat-Mirim é um imp semelhante ao Mister Mxyzptlk, vilão de Superman. Aparecendo como uma pequena criança em traje de super-herói, Bat-Mirim possui infindos poderes mágicos e vem de outra dimensão. Bat-Mirim idolatra Batman e é um aliado recorrente do Homem-Morcego em muitas ocasiões, algumas vezes como vilão também. |
| Jason Todd         | Gerry Conway Don Newton  | Batman #357 (Março de 1983)          | Jason Todd foi o segundo a assumir o lugar de Robin, após Dick Grayson deixar Batman para atuar sozinho como Asa Noturna. Após ser morto em combate, foi ressuscitado como o inimigo de Batman, Capuz Vermelho. |
| Superman           | Jerry Siegel Joe Shuster | Action Comics #1 (Junho de 1938)     | Apesar de ser um super-herói ou aliado de Batman, em muitas ocasiões ao longo da história, os dois mais famosos personagens da DC Comics entraram em conflito. As razões foram inúmeras, desde diferenças idealísticas, controle mental por outro vilão, ou simplesmente desacordos comuns.                                   |

## Em outras mídias
Batman também teve vilões a partir de outras mídias, que não surgiram dos quadrinhos, sendo posteriormente acrescentados e adaptados às produções gráficas.
| Produção                     | Antagonistas |
| ---------------------------- | --- |
| The Batman                   | Príncipe Daka |
| Batman & Robin               | Mago |
| Batman                       | Ben Turner I.N. Kingor Viúva Negra Cabala Rei Relógio Coronel Gumm Dra. Cassandra Spellcraft Cabeça de Ovo Freddy Touche Chandell e Harry Rei Tut Lady Penelope Peasoup          |
| The Batman/Superman Hour     | Homem-Boneco Juiz Simon, o Homem-Torta |
| The New Adventures of Batman | Camaleão Electro Professor Bubbles Sweet Tooth Zarbor |
| Batman                       | Carl Grissom Bob Hawkins |
| Batman Returns               | Max Shreck |
| Batman Forever               | Sugar e Spice |
| Batman & Robin               | Sra. B. Haven |
| Batman: The Animated Series  | Arnold Stromwell Chefe Biggis Boxy Bennett Cameron Kaiser Candice Rei Relógio Rei dos Condimentos Dr. Emile Dorian Dr. Montague Kane Roland Daggett Garra Vermelha Rei Do Esgoto |
| Batman: Mask of the Phantasm | Chuckie Sol O Fantasma |
| The New Batman Adventures    | Garota-Calendário Enrique El Gancho Fazendeiro Brown e Emmylou Brown Juiz/Harvey Dent Roxy Rocket                                                                                |
| Gotham Girls                 | Dora Smithy |
| Batman Beyond                | Dr. Abel Cuvier Armadura Charlie Bigelow Blight Ian Peek Inque |